# Brain Boy
 (mai 2020).
Si vous disposez d'ouvrages ou d'articles de référence ou si vous connaissez des sites web de qualité traitant du thème abordé ici, merci de compléter l'article en donnant les références utiles à sa vérifiabilité et en les liant à la section « Notes et références ».
Brain Boy est un comics créé par Herb Castle (scénario) et Gil Kane (dessins) pour le compte de Dell Comics.

## Contexte
La séparation d’avec Western Publishing amena Dell à créer de nombreuses séries pour remplacer les départs programmés vers Gold Key. Brain Boy fait partie de ces tentatives, la plupart infructueuses. Brain Boy est, ou plutôt a été, le premier super héros de Dell Comics qui il est vrai en produira assez peu. C’est le même Herb Castle qui peu de temps après lancera pour la maison concurrente Magnus, the Robot Fighter, série qui après un long sommeil a été reprise par Acclaim puis Dark Horse Comics.
Le cocréateur est Gil Kane qui n’a pas encore la renommée qui sera la sienne plus tard. Il abandonne presque immédiatement le héros aux mains de Frank Springer, un ancien assistant de George Wunder quand ce dernier avait repris Terry et les Pirates. Cette série s’inscrit dans le droit fil des préoccupations de l’époque, particulièrement chez Dell, qui va multiplier les « bandes patriotiques » dont Brain Boy est un exemple. La saga est une bande d’espionnage dans laquelle les méchants sont issus du bloc communiste et plus particulièrement Ricorta, lider maximo, d’un pays d’Amérique centrale.
S'il s’agit d’un comics d’espionnage avec super-héros, il s'est agi aussi d'une œuvre fortement connotée politiquement, un peu moins toutefois que Freedom Agent qui sortira un an plus tard, également chez Dell.

## L’histoire initiale
Alors qu’il était encore dans le ventre de sa mère Matt Price a été victime d’un accident dans lequel son père est mort. Miraculeusement alors qu’une ligne à haute tension est tombée sur la voiture, sa mère a survécu à l’accident.
Dès ses premières années Matt a développé des pouvoirs psychiques lesquels ont été remarqués par Chris Chamber, lui-même télépathe et chef d’une organisation ultra secrète para-gouvernementale. C’est sous la couverture d’un étudiant en anthropologie que Matt va connaître les frissons d’un agent secret.

## La reprise chez Dark Horse
En décembre 2011, Dark Horse réunit toutes les aventures publiées chez Dell et les réédite dans un album de sa collection « Archive ». C'est le prélude à une relance du héros, transposé dans le monde contemporain avec une connotation de plus en plus marquée vers le fantastique et l'horreur tout en restant dans le monde trouble des services secrets.

## Publications

### Four  Color
1330 -avril 1962
Herb Kastle (scénarios), Gil Kane (dessins)
1.	Brain Boy - 32 planches

### Brain Boy
La numérotation de la revue tient compte de l'aventure publiée dans Four Color.
Herb Kastle (scénario) Frank Springer (dessins).
2 - juillet 1962
2.	Pirates of the Air - 27 planches
3 - décembre 1962
3.	The Frozen Monster - 27 planches
4 - mars 1963
4.	The Time Robber - 27 planches
5 - juin 1963
5.	The Metal People - 27 planches
6 - novembre 1963
6.	The Mindless Ones - 27 planches
Les revues qui suivent sont parues chez Dark Horse.
Mini-série de trois numéros (scénario : Fred van Lente/dessin : R.B. Silva)
1 - (septembre 2013) – Psy vs. Psy Part I – 22 planches
2 - (octobre 2013) – Psy vs. Psy Part II – 22 planches
3 - (novembre 2013) – Psy vs. Psy Part II – 22 planches
Reprise des planches parues dans Dark Horse Presents et réunies dans ce numéro 0 publié à la suite de la mini-série précédente (scénario : Fred van Lente/dessin : Freddie Williams II)
0 - (décembre 2013) – 24 planches

### Brain Boy: The Men from G.E.S.T.A.L.T.
Mini-série de quatre numéros (scénario : Fred van Lente/dessin : Freddie Williams II)
1- Psychic Assault at the Nation’s Capital' (mai 2014) – 22 planches
2- Come Fly to the Psychic Skies (juin 2014) – 22 planches
3- Zombie Bikers of the Apocalypse (juillet 2014) – 22 planches
4- At the Mercy of a Hive Mind!(août 2014) – 22 planches